# Tulotoma magnifica
Tulotoma magnifica es una especie de molusco gasterópodo de la familia Viviparidae en el orden Mesogastropoda.

## Distribución geográfica
Es  endémica de Estados Unidos.